# Hypothyris herbita
Hypothyris herbita är en fjärilsart som beskrevs av Gustav Weymer 1899. Hypothyris herbita ingår i släktet Hypothyris och familjen praktfjärilar. Inga underarter finns listade i Catalogue of Life.